# Lestes dryas
Lestes dryas Kirby, 1890. je vrsta iz familije Lestidae. Srpski naziv ove vrste je Velika dugorepa zelena devica.

## Opis vrste
Na trbuhu mužjaka preovladava metalikzelena boja, a prva dva (drugi ne ceo) i poslednja dva segmenta trbuha su plavi, kao i donja strana grudi. Telo ženke je zeleno-oker. Krila su providna s tamnom pterostigmom. Slična je vrsti Lestes sponsa. Kod mužjaka L. sponsa drugi abdominalni segment je ceo plav, što nije slučaj sa L. dryas. Ženke na drugom trbušnom segmentu imaju pravougaone, a ne trouglaste šare kao kod L. sponsa.

## Stanište
Naseljava razne tipove stajaćih voda, a naročito plitka staništa, kao i ona koja u toku leta presušuju. Na staništima ove vrste obično rastu rogoz i šaš (Typha sp.; Carex sp.)

## Životni ciklus
Ženke polažu jaja u tkivo emerznih biljaka. Jaja se izležu posle nekoliko nedelja, osim ako ne odu u dijapauzu i tako dočekaju narednu godinu. Iz jaja se izleže prolarva, koja ubrzo prvim presvlačenjem prelazi u larvu koja je aktivana grabljivica. Razviće larvi traje oko osam nedelja nakon čega se izležu odrasle jedinke. Odrasle jedinke posle izleganja na priobalnim biljkama ostavljaju svoju košuljicu – egzuviju.

## Sezona letenja
Sezona letenja traje od maja do oktobra.

## Literatura
- Askew, R. R. (2004). The Dragonflies of Europe. (revised ed.) Harley Books. pp 58–66.  0-946589-75-5
- Corbet, P. S. and Brooks, S. (2008). Dragonflies. Collins. New Naturalist. pp 454  978-0-00-715169-1
- d'Aguilar, J., Dommanget, J. L., and Prechac, R. (1986). A Field Guide to the Dragonflies of Britain, Europe and North Africa. Collins. pp 168–178.  0-00-219436-8
- Gibbons, R. B., (1986). Dragonflies and Damselflies of Britain and Northern Europe. Country Life Books. pp 54–62.  0-600-35841-0.
- Hammond, C. O. (1983). The Dragonflies of Great Britain and Ireland, (2nd Ed). Harley Books.  0-946589-00-3.